# Heresznye
Heresznye là một thị trấn thuộc hạt Somogy, Hungary. Thị trấn này có diện tích 9,9 km², dân số năm 2010 là 280 người, mật độ 28 người/km².